# IC 562
IC 562 ist eine Spiralgalaxie vom Hubble-Typ Sbc im Sternbild Sextant südlich der Ekliptik. Sie ist schätzungsweise 207 Millionen Lichtjahre von der Milchstraße entfernt.
Das Objekt wurde am 8. März 1893 von dem französischen Astronomen Stéphane Javelle entdeckt.